# Sałdam
Sałdam (ros. Салдам) – wieś w Rosji, w Tuwie, w kożuunie todżyńskim. W 2010 liczyła 545 mieszkańców.